# Scheelsminde
Scheelsminde i det sydlige Aalborg er dannet i 1808 af C. P. Scheel ved sammenlægning af 5 fæstegårde, som han havde fået i arvefæste af den daværende besidder af stamhuset St. Restrup. Gården ligger i Hasseris Sogn, Hornum Herred, Ålborg Amt, Aalborg Kommune. Scheelsminde anvendes i dag til hotel.

## Ejere af Scheelsminde
- (1808-1819) Christian Paul Scheel
- (1819) Christoffer M. C. Qvist
- (1819-1825) Enke Fru Ingeborg Qvist
- (1825-1834) Carl C. Qvist / Johannes C. Qvist
- (1834-1854) Hans Hansen
- (1854-1855) Enke Fru Hansen
- (1855-1858) I. F. Thomsen
- (1858-1870) Peder N. Bonderup
- (1870-1885) Laurids B. Bonderup
- (1885-1900) Helene Bech gift Bonderup / Peder L. Bonderup
- (1900-1925) Peder L. Bonderup
- (1925-1929) Enke Fru Bonderup
- (1929) Enke Fru Bonderups dødsbo
- (1929-1959) Aalborg Kommune
- (1959-1979) Hugo Jensen
- (1979-1986) Peter Christian Jensen
- (1986-2001) Scheelsminde A/S v/a Familien Jensen
- (2001-2006) Scheelsminde K/S ved Peter Jensen og Søren Enggaard
- (2006-) Scheelsminde K/S ved Familien Bühlmann